# السرح
السرح: أحد مراكز محافظة النماص. يقع في شمال المحافظة على مسافة 20 كيلاً، ويقطنه 7046 نسمة.